# روبرت بليك (عسكري)
روبرت بليك (بالإنجليزية: Robert Blake)‏ هو عسكري أمريكي، ولد في 17 أغسطس 1894 في سياتل في الولايات المتحدة، وتوفي في 2 أكتوبر 1983 في أوكلاند في الولايات المتحدة.